# Muriel Barbery
Muriel Barbery (Casablanca, 28 maggio 1969) è una scrittrice francese.

## Biografia
Allieva dell'École Normale Supérieure è stata docente di filosofia presso un Institut universitaire de formation des maîtres (Istituto universitario di formazione degli insegnanti).
Il suo secondo romanzo L'Élégance du hérisson (L'eleganza del riccio) è stato una delle sorprese editoriali del 2007 in Francia: ha infatti avuto ben 50 ristampe ed ha venduto oltre 2 milioni di copie, occupando il primo posto nella classifica delle vendite per trenta settimane. Al 2011, il romanzo ha venduto oltre 5 milioni di copie in tutto il mondo.
L'edizione italiana, forte di oltre 1 700 000 copie vendute grazie al passaparola dei lettori, ha raggiunto, nel febbraio 2008, il primo posto nella classifica generale dei libri.
A seguito di questo successo, nel 2008 è stato ripubblicato in Italia il suo primo romanzo Une gourmandise (Estasi culinarie), uscito in Francia nel 2000.

## Opere
- 2000 - Une gourmandise, 145 p. - ISBN 2-07-075869-9 - ed. Gallimard, traduzione di Emanuelle Caillat e Cinzia Poli, Estasi culinarie, Edizioni e/o, 2008, ISBN 88-7641-839-3, precedentemente edito come Una golosità, 123 p. ISBN 88-11-66481-0, Milano, Garzanti, 2001.
Premio per il miglior libro di letteratura gastronomica, Prix Bacchus-BSN.
- 2006 - L'Élégance du hérisson, 359 p. - ISBN 2-07-078093-7 - ed. Gallimard, traduzione di Emanuelle Caillat e Cinzia Poli, L'eleganza del riccio, 384 p., Roma, Edizioni e/o, 2007, ISBN 88-7641-796-6.
Vincitore di diversi premi, tra i quali il Premio Georges Brassens 2006, il Premio Rotary International, il Prix des libraires assegnato dalle librerie francesi.
- 2015 - La Vie des elfes, 336 p. - ed. Gallimard, Vita degli Elfi edito il 21 gennaio 2016.
Diventato rapidamente un best seller, è stato recensito positivamente dai giornali francesi "Le Parisien" e "La Vie" definendolo come un romanzo affascinante e con personaggi accattivanti.
- 2019 - Un étrange pays, 400 p. - ISBN 9782072831508 - ed. Gallimard.
- 2021 - Una rosa sola, 158 p. - Roma - Edizioni e/o.
- 2022 - Une heure de ferveur, 256 p. - ISBN 9782330168254 - ed. Actes Sud.